# Les Deux Alpes (gemeente)
Les Deux Alpes is een gemeente in het Franse departement Isère (regio Auvergne-Rhône-Alpes). De plaats maakt deel uit van het arrondissement Grenoble. Les Deux Alpes is op 1 januari 2017 ontstaan door de fusie van de gemeenten Mont-de-Lans en Vénosc. De gemeente telde 1.920 inwoners op 1 januari 2022.

## Geografie
De oppervlakte van Les Deux Alpes bedroeg op 1 januari 2022 56,72 vierkante kilometer; de bevolkingsdichtheid was toen 33,9 inwoners per km².

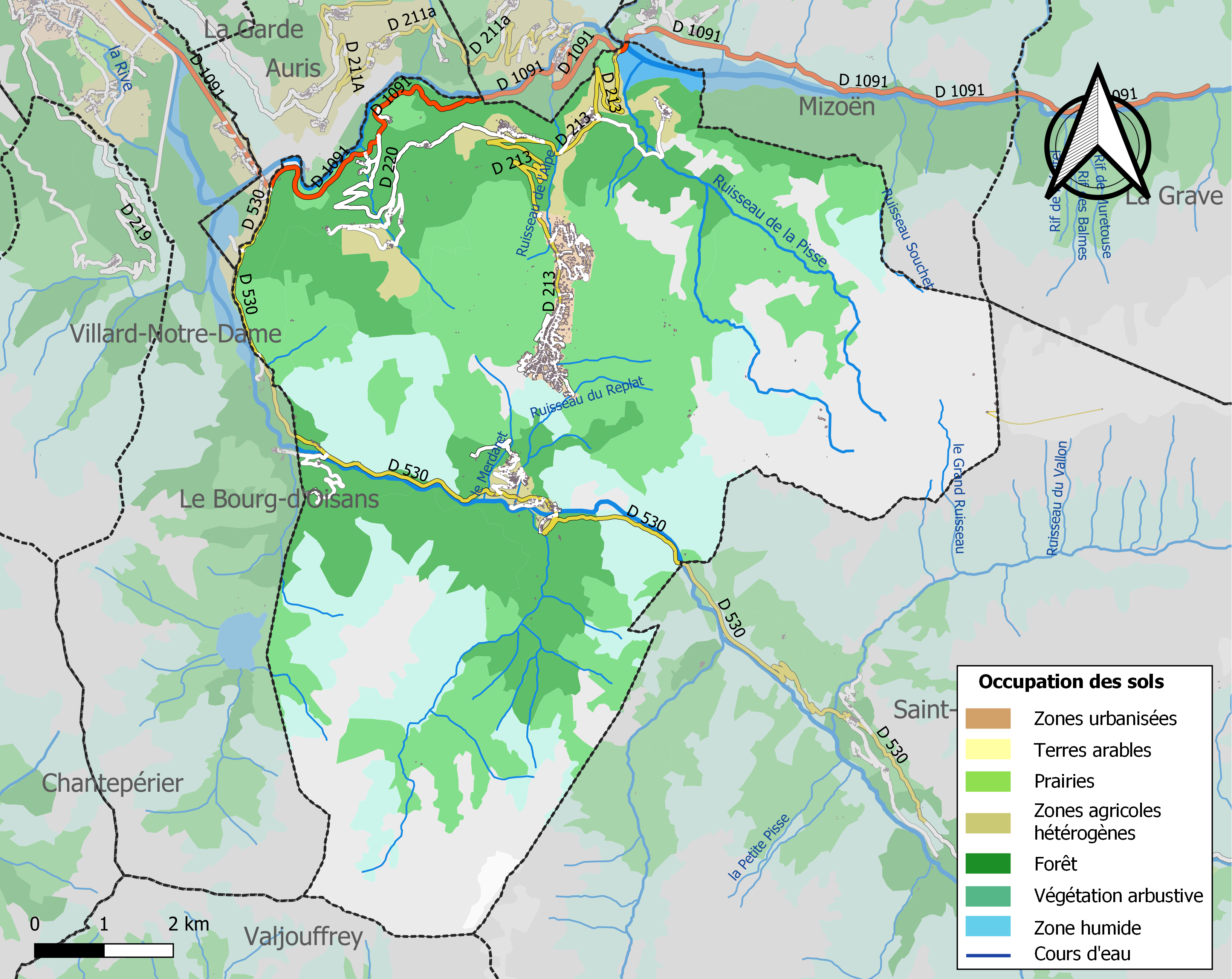
Kaart van de gemeente met de belangrijkste infrastructuur, bodemgebruik en omliggende gemeenten